# Frullania microcaulis
Frullania microcaulis là một loài Rêu trong họ Jubulaceae. Loài này được Gola mô tả khoa học đầu tiên năm 1923.